# Billie-Eve
Billie-Eve è il terzo album in studio della cantante tedesca Ayo, pubblicato nel 2011.

## Tracce
1. How Many People – 7:21
2. I'm Gonna Dance – 3:04
3. Black Spoon – 4:08
4. I Can't – 3:27
5. Flowers – 4:29
6. Real Love – 3:21
7. Julia – 3:33
8. My Man – 3:03
9. It's Too Late – 4:20
10. Who Are They ? – 4:11
11. We Have Got To – 4:12
12. Before – 4:32
13. It Hurts – 3:15
14. Believe – 1:48

## Classifiche
| Classifica (2011) | Posizione più alta |
| ----------------- | ------------------ |
| Belgio (Vallonia) | 11                 |
| Francia           | 8                  |
| Germania          | 93                 |
| Polonia           | 30                 |
| Svizzera          | 25                 |